# Calvetia dissimils
Calvetia dissimils is een mosdiertjessoort uit de familie van de Calvetiidae. De wetenschappelijke naam van de soort is voor het eerst geldig gepubliceerd in 1944 door Borg.